# Vanja Milinković-Savić
Vanja Milinković-Savić, född 20 februari 1997 i Ourense i Spanien, är en serbisk fotbollsmålvakt som spelar för Torino. Hans äldre bror, Sergej Milinković-Savić, är också en fotbollsspelare.

## Klubbkarriär
I januari 2017 meddelade Torino att de värvat Milinković-Savić på ett kontrakt med start den 1 juli samma år. I juli 2018 lånades han ut till SPAL på ett säsongslån. I januari 2019 lånades Milinković-Savić istället ut till Ascoli på ett låneavtal över resten av säsongen 2018/2019. I juni 2019 lånades han ut till belgiska Standard Liège.
I juni 2021 förlängde Milinković-Savić sitt kontrakt i Torino fram till sista juni 2024.

## Landslagskarriär
Milinković-Savić debuterade för Serbiens landslag den 11 november 2021 i en 4–0-vinst över Qatar. I november 2022 blev han uttagen i Serbiens trupp till VM 2022.